# 阿姆特克利河
43°15′21″N 41°17′22″E / 43.25583°N 41.28944°E
阿姆特克利河是格魯吉亞的河流，位於該國西部上阿布哈兹，河道全長39公里，流域面積398平方公里，發源自高加索山脈，河水來自融雪、雨水和地下水。